# Celina vitticollis
Celina vitticollis är en skalbaggsart som beskrevs av Guignot 1953. Celina vitticollis ingår i släktet Celina och familjen dykare. Inga underarter finns listade i Catalogue of Life.